# Intendant (Südamerika)
Intendant (spanisch: intendente; Aufseher, Verwalter, Intendant) ist in verschiedenen südamerikanischen Staaten die Bezeichnung für einen Verwaltungsbeamten.

## Herkunft
Im vorrevolutionären Frankreich waren Intendanten die jederzeit abberufbaren direkten Vertreter des Königs. Sie waren die Leiter der staatlichen Verwaltung in den ihnen zugewiesenen Gebieten (Intendance).
Die Bourbonen führten diese Gliederung in Spanien und Südamerika ein. Das Territorium hieß Intendencia, ihr Leiter Intendente.

## Heute
- In Argentinien verfügt jede größere Stadt über eine Intendencia, vergleichbar mit dem (Ober-)Bürgermeister.
- In Chile war der Intendant im 19. und 20. Jahrhundert der Verwaltungschef einer Provinz. Seit Einführung der chilenischen Regionen 1975 durch Augusto Pinochet hieß der Vertreter der Zentralregierung in den Regionen Intendant und war deren höchster Verwaltungsbeamter. 2021 wurde der ernannte Intendant durch den gewählten Regionalgouverneur ersetzt.
- In Paraguay ist der Intendant die höchste Autorität auf kommunaler Ebene, vergleichbar mit dem Bürgermeister.
- In Uruguay obliegt dem Intendanten die Verwaltung eines der 19 Departamentos, in die das Land territorial gegliedert ist.